# ثعلبة ثعبانية
الثَعْلَبَةٌ الثعبانية (بالإنجليزية: Ophiasis)‏ إحدى أشكال الثعلبة التي تتميز بفقدان الشعر موجيا في محيط الرأس.